# Miraflores 1.ª Sección (Arroyo Grande)
Miraflores 1.ª Sección (Arroyo Grande) es una localidad del municipio de Centro ubicado en la subregión centro del estado mexicano de Tabasco.

## Geografía
La localidad de Miraflores 1.ª Sección (Arroyo Grande) se sitúa en las coordenadas geográficas 17°55′24″N 92°45′14″O / 17.923333, -92.753889, a una elevación de 65 metros sobre el nivel del mar.

## Demografía
Según el Conteo de Población y Vivienda 2020, efectuado por el Instituto Nacional de Estadística y Geografía, la localidad de Miraflores 1.ª Sección (Arroyo Grande) tiene 411 habitantes, de los cuales 212 son del sexo masculino y 199 del sexo femenino. Su tasa de fecundidad es de 2.23 hijos por mujer y tiene 113 viviendas particulares habitadas.
| Gráfica de evolución demográfica de Miraflores 1.ª Sección (Arroyo Grande) entre 1940 y 2020 |
|                                                                                              |
| INEGI.                                                                                       |